# کاراپورچک
کاراپورچک (به ترکی استانبولی: Karapürçek) یک منطقهٔ مسکونی در ترکیه است که در استان سقاریه واقع شده‌است. کاراپورچک ۱۵۰ متر بالاتر از سطح دریا واقع شده‌است.